# Arvicanthis nairobae
Il ratto dei prati dell'Africa orientale (Arvicanthis nairobae  Allen, 1909) è un roditore della famiglia dei Muridi diffuso nell'Africa orientale.

## Descrizione
Roditore di medie dimensioni, con la lunghezza della testa e del corpo tra 110 e 168 mm, la lunghezza della coda tra 90 e 128 mm.

La pelliccia è ruvida. Le parti superiori sono grigio-fulve, più scure sulla schiena e più chiare lungo i fianchi e con dei riflessi rossicci sul fondoschiena. Le parti ventrali sono bianche. Il dorso dei piedi è simile al colore della schiena. Le orecchie sono corte, larghe, arrotondate e ricoperte di piccoli peli grigio-fulvi. La coda è più corta della testa e del corpo, nerastra sopra, fulvo chiaro sotto e ricoperta finemente di peli. Il cariotipo è 2n=62 FN=78.

## Biologia

### Comportamento
È una specie terricola.

## Distribuzione e habitat
Questa specie è diffusa nel Kenya centro-meridionale e nella Tanzania nord-orientale.
Vive nelle Savane fino a 2.000 metri di altitudine. È comune negli insediamenti umani.

## Conservazione
La IUCN Red List, considerato il vasto areale, la tolleranza al degrado del proprio habitat e la popolazione numerosa, classifica A.nairobae come specie a rischio minimo (Least Concern).